# Сивак, Альбин
Альбин Сивак (пол. Albin Siwak; 27 января 1933, Воломин — 4 апреля 2019, Варшава) — польский коммунистический и националистический политик, хозяйственник и дипломат. В молодости — рабочий-строитель. В начале 1980-х — член политбюро ЦК ПОРП, представитель ортодоксально-сталинистской и антисемитской линии. В последние годы ПНР находился на дипломатической службе в Ливии. В Третьей Речи Посполитой — мемуарист националистических взглядов.

## Партийный «спецрабочий»
Родился в семье рабочего строителя — члена ППС. Во время оккупации от случайного взрыва гранаты лишился глаза и повредил руку (однако никогда не оформлял инвалидность). После войны семья занималась крестьянским трудом.
Окончив начальную школу, в 1950, Альбин Сивак поступил на стройку в Варшаве. Работал каменщиком, бетонщиком, потом бригадиром на строительстве жилого района. Как передовик производства, в 1952 был награждён Крестом Заслуги. Сивак приобрёл общенациональную известность, пропагандировался официальными СМИ как «образцовый рабочий в социалистическом государстве». Сделал карьеру в аппарате официальных профсоюзов ПНР.
В 1968 Сивак вступил в ПОРП. На следующий год был исключён из-за конфликта с партийным начальством, но вскоре восстановлен. Был секретарём парторганизации варшавского строительного комбината, в 1971—1980 — член Варшавского комитета ПОРП. Был председателем столичного комитета по ЖКХ. В 1980 — кандидат в члены Политбюро ЦК ПОРП.

## «Бетонщик в партийном бетоне»
Альбин Сивак примыкал к сталинистскому и антисемитскому крылу ПОРП. Как функционер государственных профсоюзов Сивак выступал яростным противником независимого рабочего движения Польши. В 1980—1981 был сторонником силового подавления Солидарности, призывал восстановить полновластие ПОРП. Пользовался особой поддержкой крайне догматического Катовицкого партийного форума, возглавляемого Всеволодом Волчевым, Ассоциации «Реальность» Рышарда Гонтажа и Патриотического объединения «Грюнвальд». Профсоюз строителей, который он курировал по партийной линии, стоял на позициях ПОРП.

Сивак был далёк от распространённого в то время типа партийного аппаратчика — необразованный и очень прямолинейный бригадир строительного комбината говорил языком далёкого коммунистического прошлого. Его специальность бетонщика очень быстро обрела двоякий смысл и чаще ассоциировалась с партийным «бетоном», чем с профессией строителя.

На IX чрезвычайном съезде ПОРП Альбин Сивак был избран членом ЦК и через несколько дней кооптирован в Политбюро. Из четверых рабочих в Политбюро только он стоял на «бетонной» позиции; Ян Лабенцкий, Ежи Романик, Зофия Гжиб причислялись к «партийным либералам». Выступление Сивака на пленуме 18 июля 1981 получило широкий резонанс как «эмоциональная программа бетона». С позиций марксизма-ленинизма Сивак обличал «Солидарность» и «беспринципных чиновников-карьеристов», неспособных обуздать «антисоциалистические силы», резко критиковал идеи рабочего самоуправления и развития фермерства, персонально нападал на Хиеронима Кубяка и Стефана Братковского, предлагал поставить памятник «жертвам антикоммунистической реакции» — в противовес гданьскому памятнику рабочим, погибшим при расстреле 1970. Альбин Сивак стал перечисляться в ряду лидеров «бетона», наряду с такими крупными деятелями номенклатуры ПОРП, как Тадеуш Грабский, Стефан Ольшовский, Мирослав Милевский, Анджей Жабиньский, Станислав Кочёлек.
В результате Сивак сосредоточил на себе ненависть рабочих масс «Солидарности»: его называли «олицетворением партийной тупости», обвиняли в коррупции и убийствах, вокруг него завязывались острые бытовые конфликты, его особняк делался объектом атак оппозиционной молодёжи. Сиваку приходилось публично отчитываться за свои личные траты. Оппоненты говорили о его интеллектуальной ограниченности и в полемическом запале даже напоминали об отсутствии глаза. Со своей стороны, Сивак с готовностью шёл на конфликты, регулярно практиковал угрозы в адрес политических противников и антисемитские высказывания в отношении активистов КОС-КОР. Полемический стиль Сивака отличался эмоциональностью, простотой и резкостью. Отмечалось, что Сивак — один из немногих представителей ПОРП, способных разговаривать с рабочими.

Присутствие Альбина Сивака в Политбюро имело несколько особенный характер. Он представлял «рабочее» движение в Польской объединенной рабочей партии, но не был типом аппаратчика, мастером закуличных интриг. Он доверял товарищам, но за все годы не создал сети знакомств, встроенных в различные уровни номенклатуры. Судя по всему, некоторые речи ему писал Рышард Гонтаж. Это доказывает, что Сивак был полезным инструментом в руках «левых».

На пленуме ЦК 18 октября 1981 Альбин Сивак резко критиковал за слабость и нерешительность отставленного Станислава Каню и приветствовал приход на пост первого секретаря ЦК генерала Войцеха Ярузельского. Обвиняя «Солидарность» в «терроре», он красочно описывал «господство антисоциалистических хулиганов на ночных улицах» и призывал к жёсткому силовому решению. 13 декабря 1981 Сивак полностью поддержал введение военного положения. Формально он состоял в партийном руководстве, но не участвовал в принятии решений, выполняя символическую роль «представителя рабочих». Выступал с резкими нападками на «Солидарность» и католическую церковь.
В 1986, когда режим Ярузельского взял курс на ограниченную либерализацию, Сивак был отправлен советником посольства ПНР в каддафистской Джамахирии. Таким образом он был устранён из польской политики.
В 1990, после падения ПОРП и трансформации ПНР в демократическую Третью Речь Посполитую, Сивак был уволен из МИД.

## Открытый националист
Вернувшись в Польшу, некоторое время Альбин Сивак состоял в СДЛС, но покинул партию из-за персонального конфликта с Лешеком Миллером (на новом витке повторилась его ситуация 1969 года). Примкнул к крайне националистической и антисемитской Национальной партии «Отчизна» (не имеющей официальной регистрации). Идеология «Отчизны» синтезирует наследие национал-коммуниста Мечислава Мочара и национал-консерватора Романа Дмовского.
Альбин Сивак осуждал социальную политику новых властей Польши, но признавал экономические успехи, отмечал позитивные стороны свободы частного бизнеса. Опубликовал несколько книг политического и мемуарного характера. Публично напоминал об эпизоде своего исключения из ПОРП, подчёркивал давнюю приверженность национальным и религиозным ценностям и традициям. Проживал с семьёй в собственном доме в Рембертуве.
Скончался Альбин Сивак в возрасте 86 лет.
Позиция Сивака в ПНР была крайне нехарактерна для польского рабочего класса и во многом определялась его жёсткой изоляцией в рабочей среде. Эволюция от номенклатурного коммунизма к неприкрытому шовинизму и антисемитизму отразила суть взглядов Сивака, которые прежде приходилось камуфлировать.